# BET
Truyền hình giải trí da màu (tiếng Anh: Black Entertainment Television, viết tắt: BET, cách điệu: BET️⭐️) là một kênh truyền hình Hoa Kỳ chiếu trên cả hệ thống cáp và vệ tinh, thuộc nhánh BET Networks của đài Viacom. Đây là kênh ti vi nổi tiếng chuyên hướng đến đối tượng khán giả người gốc Phi ở Mỹ. Kênh được khoảng 88.255.000 hộ gia đình Mỹ theo dõi (tương đương với 75,8% trên tổng số các hộ có ti vi). BET hiện có văn phòng ở Washington, D.C., New York, Los Angeles và Chicago.